# Aucheleffan

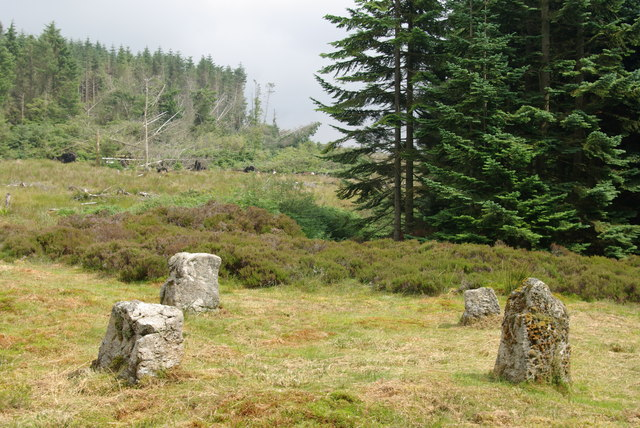
Aucheleffan

Aucheleffan ist ein Vier-Pfosten-Steinkreis (englisch Four-poster stone circle), auch „Himmelsteinkreis“. Es ist eine quadratische Steinsetzung von vier aufgerichteten Steinen, die auf den Britischen Inseln als Steinkreis verstanden wird. Sie stammen in der Regel aus der Bronzezeit. Aucheleffan liegt in der Nähe des Allt nan Tighean, eines Nebenflusses des Kilmory Water auf der Isle of Arran in North Ayrshire in Schottland. 
Der Steinkreis befindet sich auf einer Lichtung, auf einer Terrasse über der Südküste. Er hat 6,1 m Durchmesser mit Steinen im Nord- und Südosten und im Süd- und Nordwesten. Die Steine variieren in der Höhe zwischen 0,5 und 1,0 m und sind zwischen 0,5 m bis 1,0 m breit. 
Im Nordosten gibt es einen Satz von Steinen, der möglicherweise zum Steinkreis in Beziehung steht. Der Steinkreis wurde 1902 von Thomas Hastie Bryce (1862–1942) ausgegraben, der keine Funde machte. 